# Pomo

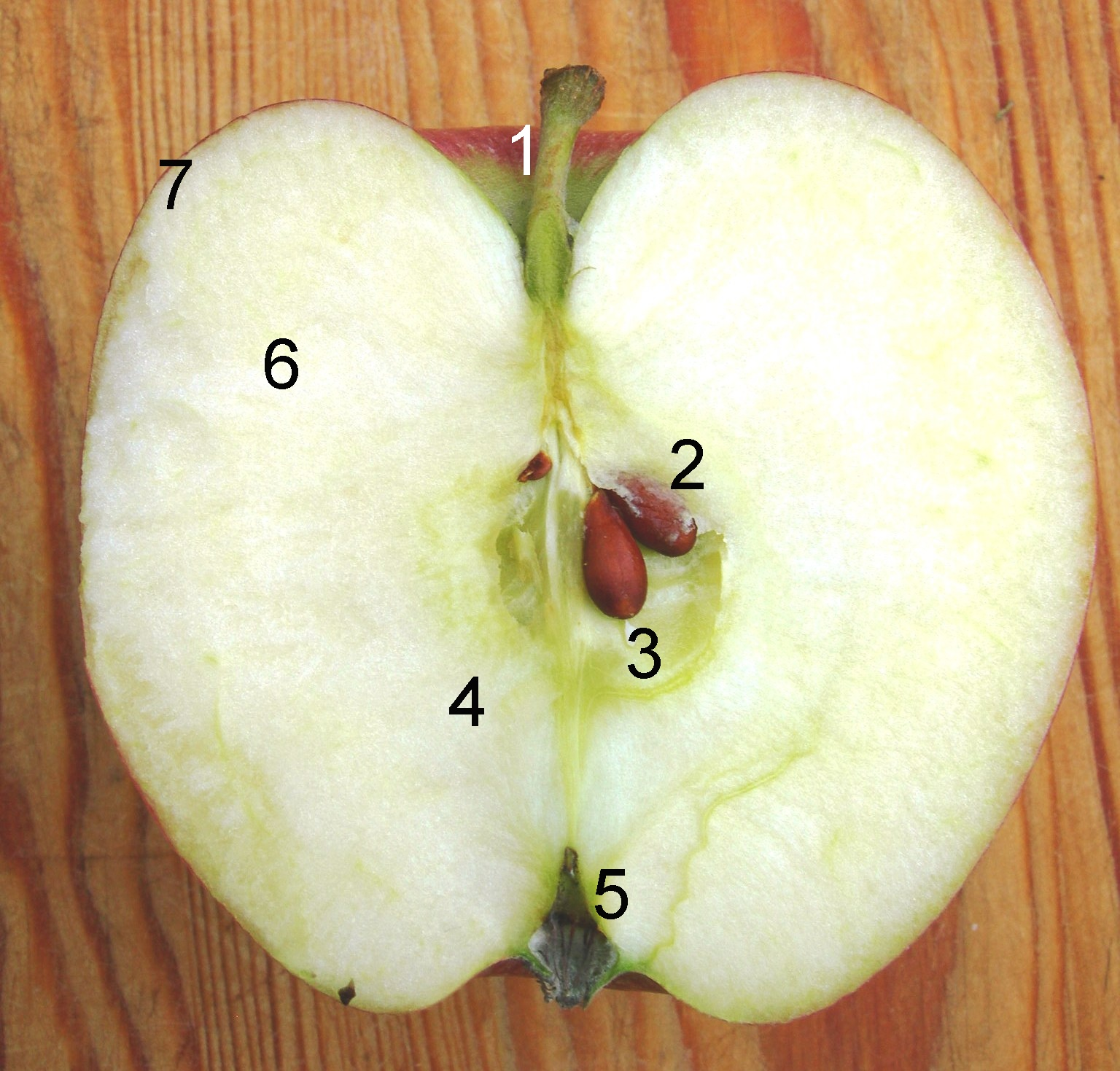
Estrutura interna de um pomo (maçã): 1-tronco, 2-sementes, 3-endocarpo, 4-mesocarpo, 5-cálice, 6-polpa, 7-casca.

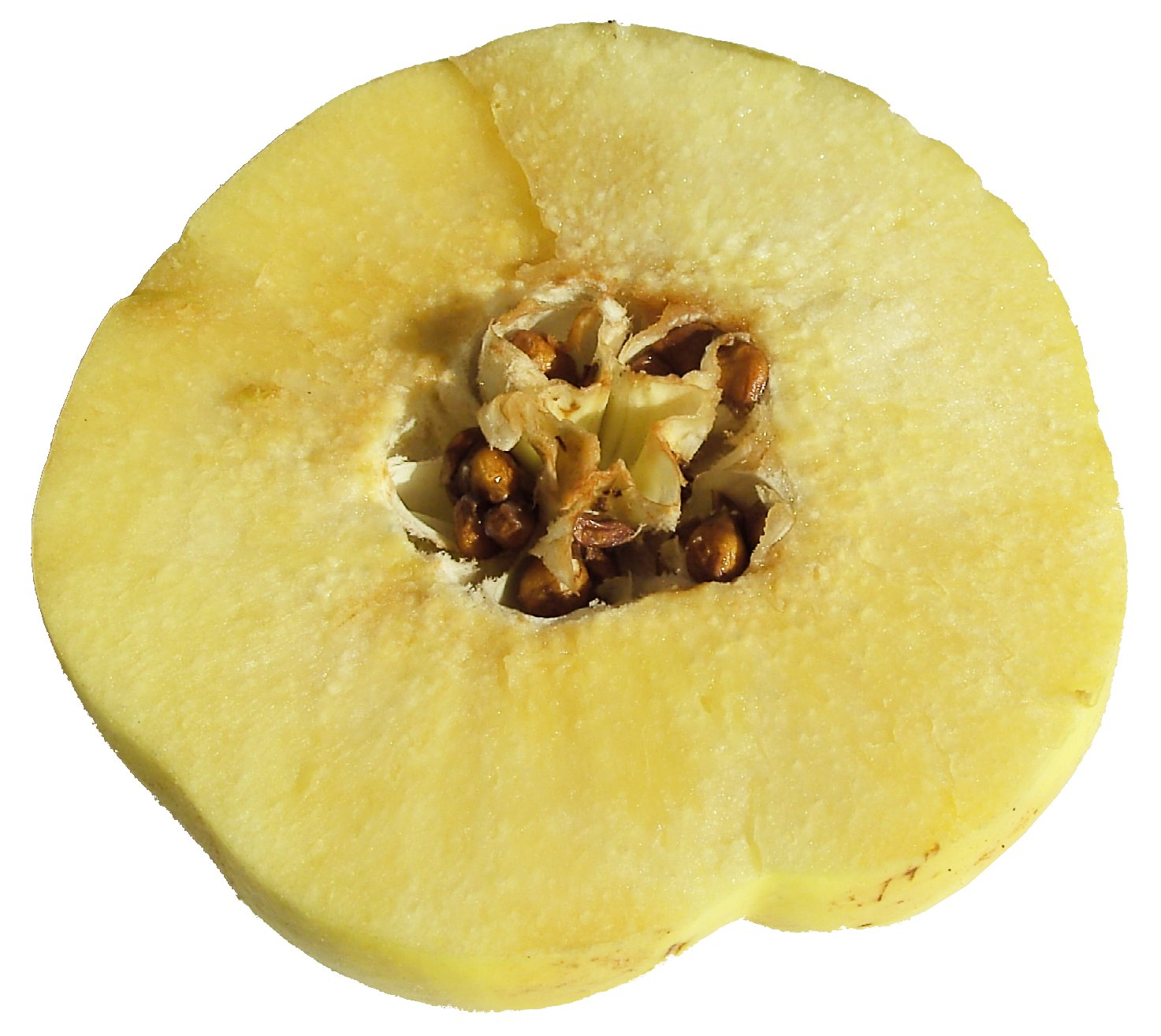
Estrutura interna de um pomo (marmelo).

Em botânica, o pomo (do latim pomum, "maçã") é um tipo de especialidade de frutos produzidos por plantas da espécie vegetal da subfamília Maloideae da família Rosaceae.
O pomo é um pseudofruto composto de um ou mais carpelos cercado pelo pseudotecido. O pseudotecido é interpretado por alguns especialistas como uma extensão do recipiente e então é referido como "córtex" fruta, e por outros como um hipanto fundido ou "toro", é o mais parte comestível do fruto.
Embora o exocarpo, mesocarpo, endocarpo e de alguns tipos de frutos que se parecem muito com o exocarpo, a carne, e o núcleo, respectivamente, de uma maçã, são partes do carpelo. O exocarpo e mesocarpo de uma maçã pode ser carnudo e difícil de distinguir um do outro e do tecido hipantódia. O endocarpo constitui um caso de couro ou de pedra em torno da semente, e corresponde ao que é comumente chamado de núcleo. Os restos secos das sépalas, estames e carpelos às vezes pode ser visto no final de uma maçã em frente ao tronco, e do ovário, pois, muitas vezes descrita como inferior, estas flores.

## Exemplos
O mais conhecido exemplo de um pomo é a maçã. Outros exemplos de plantas que produzem frutas classificadas como um pomo são cotoneaster, crataegus, nêspera, mespilus, pera, pyracantha, heteromeles, marmelo, sorveira, e sorveira-dos-passarinhos.
Alguns pomos podem ter uma textura farinhenta (por exemplo, algumas maçãs), outros (por exemplo, Amelanchier) é um fruto com carne suculenta e um núcleo que não é muito perceptível.